# Analisi strutturale (psicologia)
In psicologia clinica, l'analisi strutturale è un percorso della descrizione diagnostica di un disturbo psichico o più semplicemente di una consulenza psicologica puramente descrittiva.
L'accezione strutturale indica l'oggetto dell'analisi: la struttura psichica, dell'Io e della personalità.
Quando ci si riferisce ad istanze o organizzazioni psichiche dotate di più funzioni e componenti, l'analisi strutturale di questa entità psichica consiste in una identificazione dei rapporti dinamici fra le varie sotto-strutture e proprietà funzionali.
Fanno parte dell'analisi strutturale le ipotesi sui meccanismi di difesa impiegati dall'Io, sull'integrità e flessibilità dell'Io (ad esempio nell'analisi delle psicosi o di alcune gravi forme di antisocialità) e sui vari rapporti esistenti fra le istanze psichiche e le principali caratteristiche della personalità.
Spesso si usa associare l'analisi strutturale ad un'analisi descrittiva, mutuata dalla medicina, di sintomi e caratteristiche osservate in maniera diretta.
| Controllo di autorità | Thesaurus BNCF 13394 · LCCN (EN) sh85129211 · BNF (FR) cb11937211c (data) · J9U (EN, HE) 987007541329705171 |